# Hans Wunderlich (Jahn)
Hans Wunderlich ist ein Märchen (AaTh 708). Es steht in Ulrich Jahns Volksmärchen aus Pommern und Rügen an Stelle 13.

## Inhalt
Die Stiefmutter hasst die Prinzessin, gibt ihr Zauberblut in die Suppe, dass sie traurig wird, schreibt dem König, sie mache ihm Schande, und lässt sie vom Jäger erschießen. Er muss ihr Herz und Augen bringen und tötet stattdessen einen Hund. Die Prinzessin lebt im Wald in einem Erdloch. Dann ist ein bunter Junge da, der führt sie zu einer Stelle als Küchenmagd. Als Hans Wunderlich wird er der Freund des Prinzen, rettet ihn in einer Herberge vor Mördern. Der Prinz wählt sich die jüngere zweier Prinzessinnen und vergisst beim Fest, Hans Wunderlich Essen zu bringen. Die zurückgesetzte ältere Schwester ersticht die Jüngere und legt das Messer dem Prinzen hin. Hans Wunderlich schreibt mit Kreide ihre Schuld ihr auf die Brust. Der Prinz fleht im Kerker Hans Wunderlich um Hilfe an und verspricht, dessen Mutter zu heiraten. Er steht am Galgen, da überführt Hans Wunderlich die Täterin. Auf dem Heimweg zeigt er dem Prinzen als Test erst einen Wolf, dann einen Bär, einen Löwen als seine Mutter, dann erst die Küchenmagd. Nach der Hochzeit muss der Prinz Hans Wunderlich enthaupten, da ist er erlöst.

## Herkunft
Jahn gibt nur an: „Mündlich aus Quatzow, Kreis Schlawe.“ Drei Blutstropfen haben hier andere Bedeutung als in Grimms KHM 89 Die Gänsemagd. Vgl. zum Jäger etwa KHM 53 Schneewittchen. Die Erlösung durch Enthaupten ist laut Heinz Rölleke ein alter Zug. Vgl. dazu KHM 13, 57, 135, 129a, Jahns Nr. 2 Der Jäger und der Sohn des Zwergkönigs, Nr. 3 Die Prinzessin auf dem Baum, Nr. 9 Der Schlüssel, Nr. 38 Der Kater Johann, Nr. 57 Das Schloss der goldenen Sonne.
Walter Scherf sieht einen seltenen, in der Forschung vernachlässigten Zaubermärchen-Typ vom schrecklichen Kind, das seine Mutter rettet. Ungewöhnlich ist, dass die Stiefmutter das Mädchen durch drei Blutstropfen oder Haare im Wald lebender Tiere schwängert, einzigartig die fast ritualisierten Dialoge zwischen dem Königssohn und dem Zauberkind. Scherf vergleicht Der tausendfleckige, starke Willa in Josef Haltrichs Deutsche Volksmärchen aus dem Sachsenlande in Siebenbürgen, Nr. 20, Der Haarige in Otto Sutermeisters Kinder- und Hausmärchen aus der Schweiz, Nr. 47, Der Tiersohn in Isidor Levins Zarensohn am Feuerfluß. Russische Märchen von der Weißmeerküste, Nr. 14 und Das Tier in Leander Petzoldts Märchen aus Österreich, Nr. 38.